# Phyllonorycter aemula
Phyllonorycter aemula är en fjärilsart som beskrevs av Triberti, Deschka och Peter Huemer 1997. Phyllonorycter aemula ingår i släktet guldmalar, och familjen styltmalar.
Artens utbredningsområde är:
- Österrike.
- Italien.
- Schweiz.

Inga underarter finns listade i Catalogue of Life.